# Lycée International de Saint-Germain-en-Laye

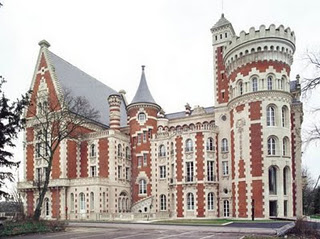
Slottet vid skolan.

Lycée International de Saint-Germain-en-Laye är en fransk internationell skola i Saint-Germain-en-Laye centrum.
Skolan består av sexton olika nationella avdelningar: amerikanska, saudiarabiska, brittiska, danska, norska, nederländska, italienska, japanska, polska, portugisiska, spanska, tyska, ryska, kinesiska, indiska och svenska. 
Skolan inrättades ursprungligen 1952 för barn till soldaterna på en närliggande NATO-bas, men öppnades successivt mer och mer för andra elever. Idag[när?] har skolan 2 209 elever från förskola till gymnasium.[källa behövs] Skolan ligger årligen i topp bland franska gymnasieskolor gällande undersökningar om de bästa franska skolorna. Även internationellt bland europeiska skolor återfinns Lycée International i toppen av rankinglistor.
Utbildningen för eleverna avslutas med den franska studentexamen, med ett internationellt tillval, Option International du Baccalauréat, OIB. Den är godkänd för att senare söka in till högskolor bland annat i Sverige. 
Skolan fungerar idag även som en samlingsplats för svenskar i Parisområdet. Här ordnas varje år ett stort Luciafirande där alla kan delta och ta del av de svenska traditionerna. 

## Svenska sektionen på Lycée International
Svenska sektionen är en av fjorton internationella avdelningarna på Lycée International. Den bildades år 1972 och hade då ett tjugotal elever och en enda lärare. Sedan dess har sektionen vuxit kraftigt och samlar idag ihop en av de största grupperna med svenska elever utanför Sverige. Sektionen tar emot svenska barn som bor en tid i Frankrike samt fast bosatta svensktalande barn eller barn som har svensktalande föräldrar och vill lära sig svenska. Undervisningens målsättning är att hos eleverna bibehålla och vidareutveckla det svenska språket samt ge kunskap om svensk kultur och svenska samhällsförhållanden. Arbetet vid sektionen leds av en sektionschef i samråd med föräldraföreningens styrelse, lyceets administration och de svenska lärarna. Sektionens verksamhet finansieras med hjälp av terminsavgifter och statsbidrag från Sverige.

## Bilder

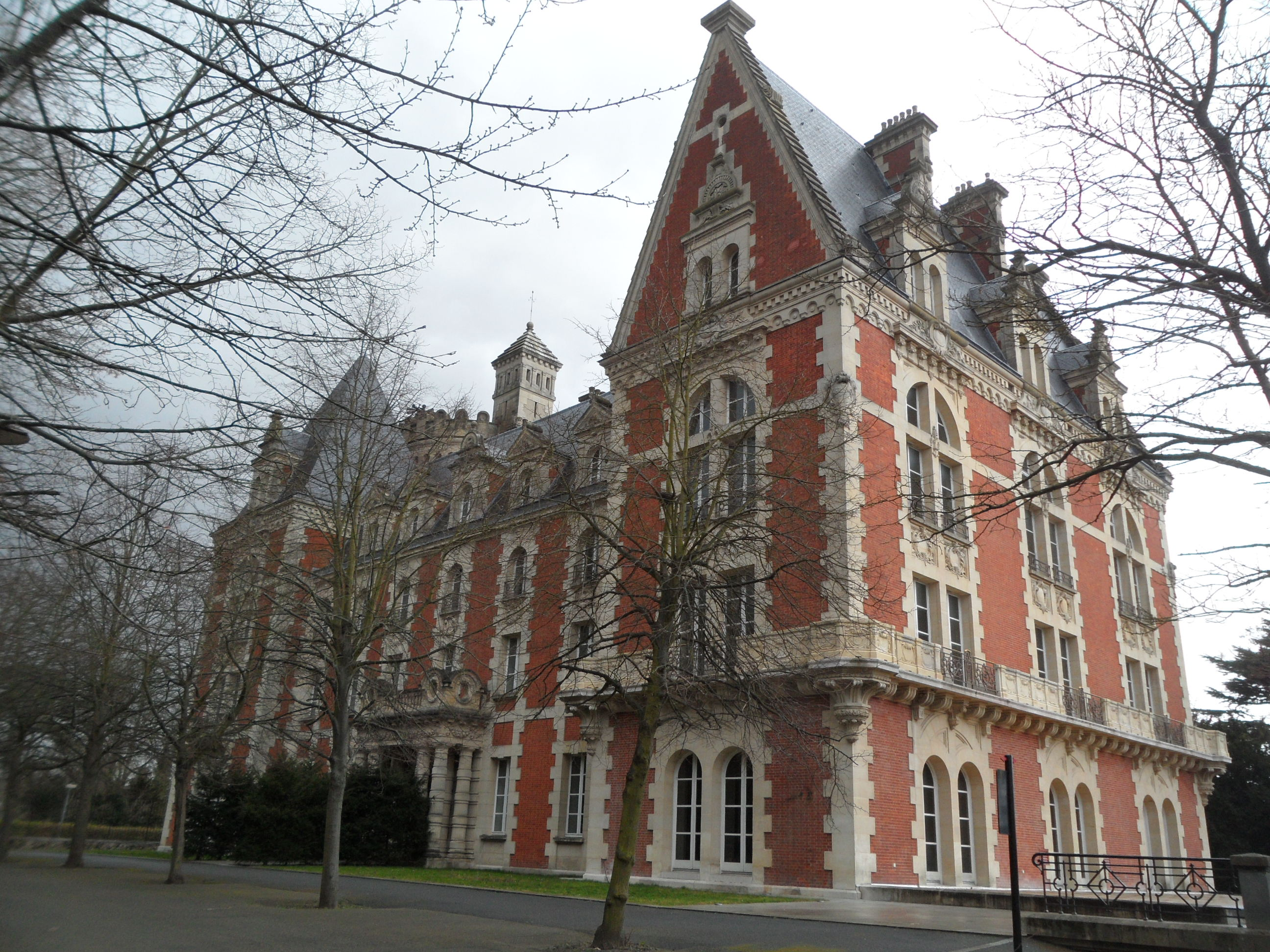
Château d'Hennemont.
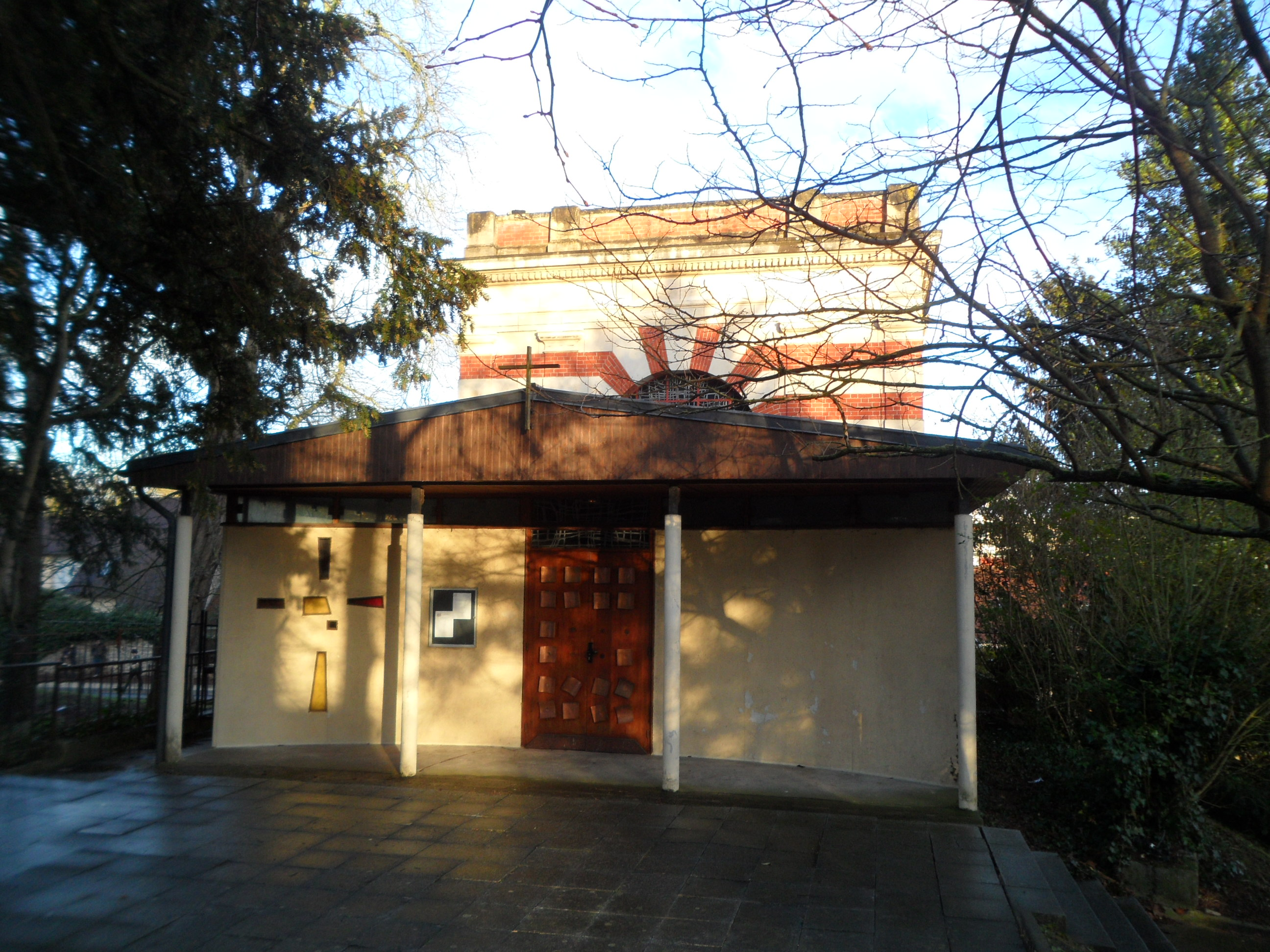
Kapell.
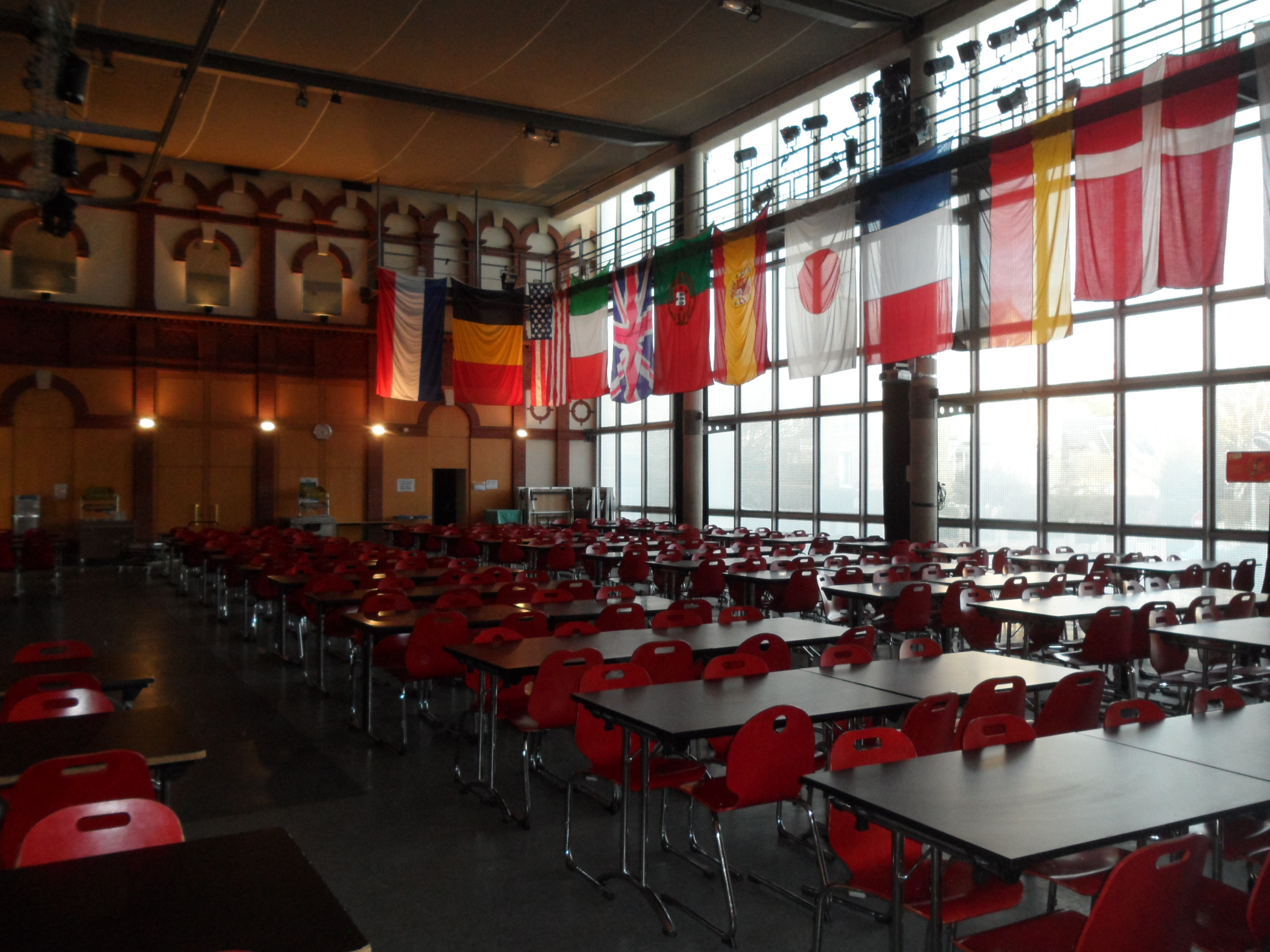
Kantine.
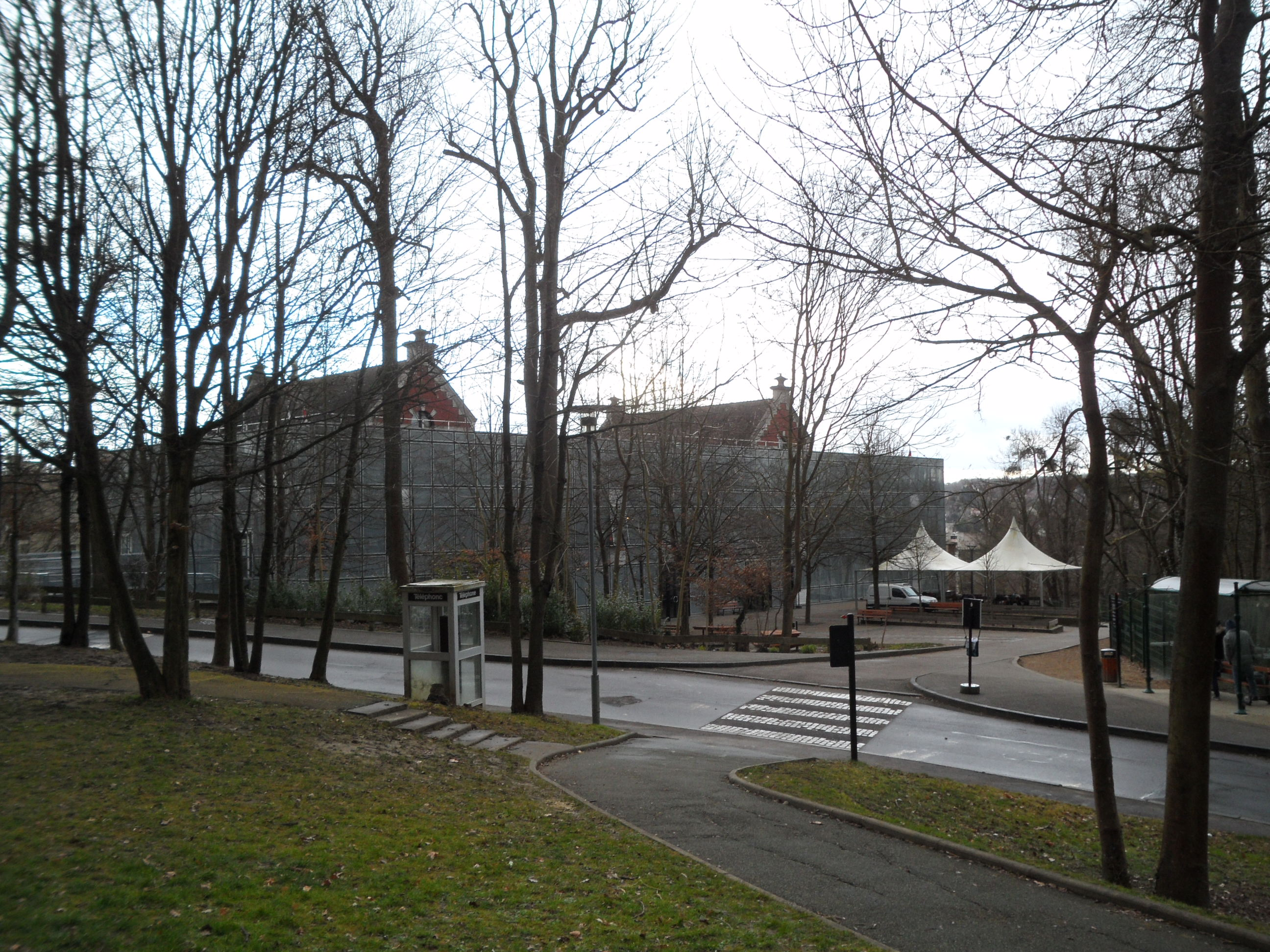
"Agora".